# Amerila sarconota
Amerila sarconota là một loài bướm đêm thuộc phân họ Arctiinae, họ Erebidae.